# Emanuel Smołka
Emanuel Smołka także Smolka (ur. 1820 w Cyprzanowie, zm. 1854) – polski działacz narodowościowy i społeczny na Górnym Śląsku. Po ukończeniu gimnazjum w Raciborzu skończył studia teologiczne, po których zajął się pracą pedagogiczną.

## Życiorys
Jeden z założycieli Klubu Narodowego (Polski Klub Narodowy) w Bytomiu w roku 1848 i jego wiceprezes w czasie Wiosny Ludów. Założyciel Towarzystwa Pracujących dla Oświaty Ludu Górnośląskiego (tzw. Czytelnia). Członek Ligi Polskiej. Wykładowca na szkole w Tarnowskich Górach. W swoim mieszkaniu prowadził polską bibliotekę. Sprzeciwiał się germanizacji.
W roku 1849 został współredaktorem "Dziennika Górnośląskiego" obok Józefa Lompy, Józefa Szafranka, Józefa Łepkowskiego, który wydawano u Teodora Haneczka w Piekarach Śląskich a potem w Bytomiu. Od 1851 roku współredaktor "Poradnika dla Ludu Górnośląskiego".
Zmarł w 1854 roku w wieku 34 lat.

## Upamiętnienie
Emanuel Smołka jest patronem Zespołu Szkół Ekonomicznych w Raciborzu, Wojewódzkiej Biblioteki Publicznej w Opolu oraz ulic w Opolu, Raciborzu i Rudzie Śląskiej.